# Loxodocus obscurus
Loxodocus obscurus là một loài tò vò trong họ Ichneumonidae.